# 瑪利歐賽車8
《瑪利歐賽車8》是由任天堂情報開發本部開發，任天堂發行於Wii U平台的競速遊戲。本作為《瑪利歐賽車系列》的第8款遊戲。
任天堂Switch版本《瑪利歐賽車8 豪華版》於2017年4月28日發售，包含Wii U版本的付費內容與新增對戰賽道。

## 玩法
《瑪利歐賽車8》是一款賽車競速遊戲，玩家操作瑪利歐系列與其他任天堂遊戲角色進行賽車比賽。玩家可於場地上使用道具強化能力或阻礙對手。遊戲可選擇四種不同的難度，差異在於賽車移動的速度。「鏡像模式」可以反方向遊玩選擇的賽道。本作的特點為新增的「反重力模式」，玩家在特定賽道可於牆壁或上下顛倒的賽道中行駛，在反重力的區域中，玩家與其他玩家或障礙物碰撞時會使車輛加速。
本作重新加入《瑪利歐賽車Wii》的摩托車與12人賽車模式、與《瑪利歐賽車7》的滑翔與潛水模式和自定義車輛功能。本作再次取消了半管的U池技巧。每台主機最多可供四人同時遊玩，鄰近主機連線可供八人遊玩、線上多人模式可供十二人遊玩。
本作的新角色包含「羅潔塔寶寶」與「粉金碧姬公主」。車輛除了賽車與摩托車，本作也有越野車可供選擇。新增道具包含「迴旋鏢花」可投擲以攻擊對手、「食人花」可攻擊鄰近的對手和障礙物以加速、「奇蹟之８」給予玩家八種不同的道具、「超級喇叭」可用於攻擊周圍的玩家、抵銷攻擊道具，包含以往無法躲避的刺刺龜殼。
遊戲中包含32條賽道，共8個獎盃。後續於追加下載內容中新增16條賽道。

### 瑪利歐賽車8 豪華版
《瑪利歐賽車8 豪華版》於任天堂Switch上發售，並收錄《瑪利歐賽車8》的所有追加下載內容。本作亦新增了角色、賽道地圖、車輛及組件等新元素。遊戲中能同時持有的道具數量增加至兩個。對戰模式增加新規則，並新增專用對戰賽道。遊戲中也加入輔助玩家的「智能駕駛」功能，使車輛能不偏離賽道。

## 開發
《瑪利歐賽車8》于2013年1月的任天堂直面会上首度公開，並於E3 2013上正式公布。本作最初在2012年開始製作，最初的構想是希望可以讓賽車鑽進地裡，但最後認為無重力模式較好而作罷。

在游戏的制作人员名单中，一些万代南梦宫的人员被添加在特别感谢名单裡。

日版《瑪利歐賽車8 豪華版》遊戲封面

在2017年1月13日的任天堂Switch發表會上，任天堂公布《瑪利歐賽車8 豪華版》將發售於任天堂Switch平台，並收錄《瑪利歐賽車8》的所有付費下載內容。本作於2017年4月28日推出。同年9月20日，任天堂香港宣布台湾将于12月1日发售任天堂Switch，同月15日发售的《瑪利歐賽車8 豪華版》中文版將支援繁体和简体中文，已购买的玩家亦可透過更新以支援中文。

## 發行與更新
本作是系列首次加入追加下載內容機制，共三款追加內容分開販售，每款包含8個赛道和三名新角色。
- 2014年8月27日，遊戲新增德国汽车厂商梅赛德斯-奔驰的运动休旅车GLA-Class，经典赛车W25（英语：Mercedes-Benz W25）以及300 SL的免费追加內容[16][17]。
- 2014年8月27日，任天堂公布了本作的第二及第三个追加下载内容，兩者一起购买可以获得「耀西」和「嘿呵」角色。
- 2015年4月23日，遊戲新增「200cc模式」。

### 瑪利歐賽車8 豪華版
任天堂Switch版本在發售時便收錄Wii U版本的所有追加下載內容，並無須額外付費。
2022年3月18日推出《新增賽道通行證》，採遊戲季票模式販售，購買一次可獲得所有內容。共新增48個賽道與數個新角色，共分六次更新，已於2023年11月9日完成，中國大陸版本已於2024年2月5日完成。
- 2017年12月15日起，遊戲支援简体与繁体中文。
- 2018年6月25日起，更新Ver. 1.5.0，支援《任天堂Labo Toy-Con 01: 組合套裝》的Toy-Con摩托車[19]。
- 2018年7月19日起，更新Ver. 1.6.0，新增《薩爾達傳說 曠野之息》的林克（英傑服）、達人摩托車Zero、古代輪胎及滑翔傘[20]。
- 2018年9月19日起，更新Ver. 1.7.0，支援《任天堂Labo Toy-Con 03: 駕駛套件》的Toy-Con汽車。
- 2022年3月18日起，推出付費內容《新增賽道通行證》，並更新第一彈內容。
- 2022年8月4日起，推出付費內容《新增賽道通行證》，並更新第二彈內容。
- 2022年12月7日起，推出付費內容《新增賽道通行證》，並更新第三彈內容，同時重新加入了半管的U池技巧。
- 2022年12月8日起，增加可在VS 賽和線上模式中使用的「道具開關」功能，可自由選擇在比賽中出現的道具。
- 2023年3月9日起，推出付費內容《新增賽道通行證》第四彈內容，並首次新增可操作角色「凱瑟琳」[21]。
- 2023年7月12日起，推出付費內容《新增賽道通行證》第五彈內容，新增三個可操作角色「吞食花老大」、「花毛毛」和「卡美克」。
- 2023年11月9日起，推出付費內容《新增賽道通行證》第六彈內容，新增四個可操作角色「狄狄剛」、「酷喜剛」、「波琳」和「奇諾比姬公主」；另外還新增了從瑪利歐賽車巡迴賽中18種新的Mii服裝，當中黛西公主必須需要用amiibo進行讀取；同時新增了「音樂」功能，可以收聽賽道中的BGM。

## 反响
| 汇总媒体     | 得分                           |
| ------------ | ------------------------------ |
| GameRankings | 88.43% (Wii U) 92.39% (Switch) |
| Metacritic   | 88/100 (Wii U) 92/100 (Switch) |

| 媒体           | 得分                         |
| -------------- | ---------------------------- |
| Edge           | 9/10                         |
| Eurogamer      | 10/10                        |
| Game Informer  | 9.25/10                      |
| GamesRadar+    | 4/5                          |
| GameSpot       | 8/10 (Wii U) 9/10 (Switch)   |
| GameTrailers   | 8.6                          |
| IGN            | 9/10 (Wii U) 9.3/10 (Switch) |
| Joystiq        | 4.5/5                        |
| 官方任天堂杂志 | 96%                          |
| Polygon        | 9/10                         |
| 游戏机实用技术 | 25/30                        |
| Fami通         | 37/40                        |

《瑪利歐賽車8》总体获得了积极的评价。銷量上雖不及家用主机前作《瑪利歐賽車Wii》，但截至2023年3月31日，《瑪利歐賽車8》在全球销量为846万份；超過Wii U一半的銷量，是最暢銷的Wii U遊戲。
截至2025年5月8日，《瑪利歐賽車8 豪華版》的全球销量為6820萬份，是最暢銷的任天堂Switch遊戲，並超越1985年紅白機平台的《超級瑪利歐兄弟》的4024萬份銷量，成為瑪利歐系列最暢銷的作品。